# 틱녓뜨

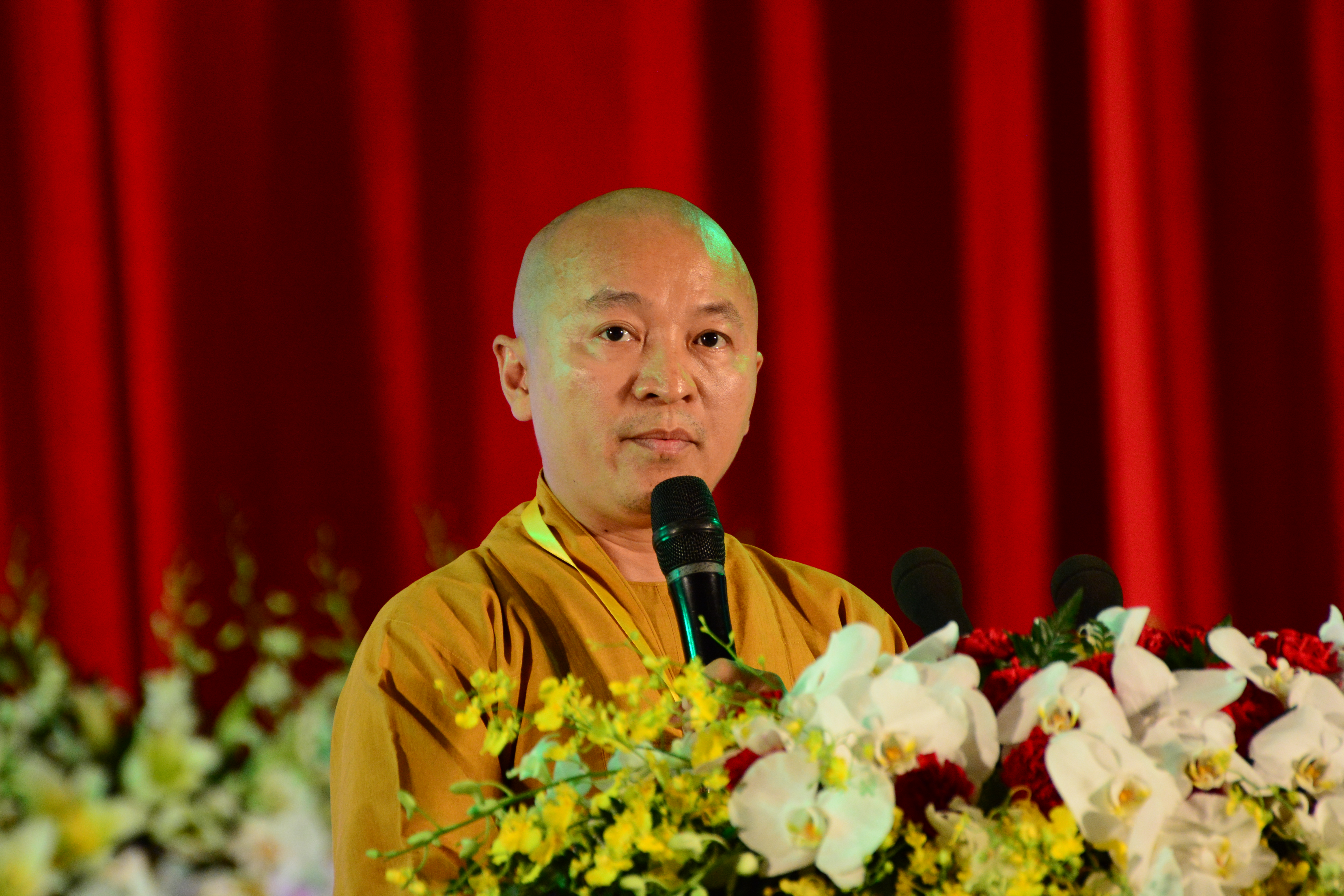

틱녓뜨(베트남어: Thích Nhật Từ/釋日慈, 1969년 4월 1일 호찌민 시 ~ )는 베트남의 승려이다.
1984년부터 불교의 수련 과정을 받았으며 1988년에는 불교의 수련 과정을 마치면서 승려가 되었다. 1992년부터 작응오 사원(Giác Ngộ)에서 승려로 근무했고 1994년부터 인도에서 고등 교육을 받았다. 1997년에는 델리 대학교로부터 석사 학위를 받았으며 2001년에는 알라하바드 대학교에서 철학 박사 학위를 받았다. 불교의 철학과 관련된 베트남어 서적들을 집필했다.